# Пижма (приток на Вятка)
Пижма (на руски: Пижма) е река в Нижегородска и Кировска област на Русия, десен приток на Вятка (десен приток на Кама, ляв приток на Волга). Дължина 305 km. Площ на водосборния басейн 14 660 km².

## Извор, течение, устие
Река Пижма води началото си от ниски възвишения, на 154 m н.в., на 6 km югоизточно от село Безводное, в крайната североизточна част на Нижегородска област. В горното си течение тече на север и изток, в средното – на югоизток, а в долното – на изток. По цялото си протежение Пижма е типична равнинна река с малък наклон, бавно течение и стотици меандри. Влива се отдясно в река Вятка (десен приток на Кама), при нейния 400 km, на 76 m н.в., на 5 km североизточно от град Советск, в южната част на Кировска област.

## Водосборен басейн, притоци
Водосборният басейн на река Пижма обхваща площ от 14 660 km², което представлява 11,36% от водосборния басейн на река Вятка. На юг и югозапад водосборният басейн на Пижма граничи с водосборния басейн на река Болшая Кокшага и други по-малки леви притоци на Волга, на запад и северозапад – с водосборния басейн на река Ветлуга (ляв приток на Волга), а на североизток и изток – с водосборните басейни на други по-малки реки десни притоци на Вятка. Основни притоци: леви – Сюзюм (71 km), Юма (68 km), Боковая (Странична, 77 km); десни – Ошма (74 km), Яран (151 km), Иж (80 km), Немда (162 km).

## Хидроложки показатели
Пижма има смесено подхранване с преобладаване на снежното с ясно изразено пролетно пълноводие.. Среден годишен отток около 90 m³/s. Замръзва в средата на ноември, а се размразява през 2-рата половина на април.

## Стопанско значение, селища
По време на пълноводие Пижма е плавателна за плиткогазещи съдове на 144 km от устието. По течението ѝ са разположени множество предимно малки населени места, в т.ч. селището от градски тип Тоншаево в Нижегородска област, а близо до устието ѝ – град Советск в Кировска област.